# Lucius Flavius Aper
Lucius Flavius Aper, även känd som Arrius Aper, död 284 e.Kr., var en romersk general. Han var praetorianprefekt år 284 och dessförinnan vice principis under kejsar Carus. Aper anklagades för att ha mördat Carus efterträdare Numerianus och avrättades av Diocles, befälhavare för protectores domestici, det vill säga kejsarens livvakt.